# Irrintzi
Irrintzi ("Crit" en eusquera) és una organització armada nacionalista basca d'esquerra que actua a Iparralde. Els seus objectius són la creació d'un "marc d'autonomia institucional" pel País Basc del nord i la lluita contra l'especulació immobiliària. Les seves accions s'han limitat fins al moment a petits atemptats i accions de violència al carrer. Les primeres accions conegudes d'Irrintzi foren alguns sabotatges el 2006 a la rodalia de Baiona. Des de llavors, l'organització ha atacat ferrocarrils, interessos turístics, seus de partits polítics, segones residències, agències immobiliàries, camps de golf... principalment amb bombes, un total de 28 accions. La lluita antiterrorista francesa l'ha relacionat amb les altres organitzacions ETA i Iparretarrak.
El cèlebre xef Alain Ducasse, acusat per Irrintzi de ser un especulador i "folkloritzador" del País Basc, s'ha vist obligat a abandonar Iparralde, degut als constants atacs soferts al seu restaurant.
L'abril de 2008, a través d'un comunicat de premsa, l'organització va anunciar un enduriment de les seves accions per fer front no només a França, sinó també a l'ONU i afirmà que davant "la falta de poder negociar una o diverses solucions del conflicte basc als dos costats de la frontera, amenacem la totalitat del territori francès i espanyol amb accions armades". Irrintzi va reclamar alhora 30 atacs des de 2006.
Les seves declaracions i accions habitualment s'anuncien amb el lema "Euskal Herria ez da salgai" (el País Basc no està en venda).
El 17 de desembre de 2009 la Policia francesa va anunciar la detenció de 3 membres de l'organització, donant-la així per desarticulada. El 31 de març de 2010 va anunciar-se la detenció de 8 membres d'Irrintzi acusats de terrorisme als carrers.

## Activitat
- 4 de setembre de 2009: Trets contra un lloc de construcció a Angresse (al departament de les Landes.[7]
- 1 setembre de 2009: Trets contra dos agències immobiliàries a Seignosse (Landes).[8]
- 19 d'agost de 2009: Intent d'atemptat contra una agència immobiliària a Basusarri (Lapurdi), atribuït a Irrintzi.[9]
- 29 de juliol de 2009: Atrac a dos camps de golf de Donibane Lohizune.[10]
- 23 de juliol de 2009: Intent d'atemtpat contra el restaurant d'un camp de golf a Donibane Lohizune, atribuït a Irrintzi.[11]
- 10 de maig de 2009: Sabotatge d'11 greens del camp de golf de Chiberta d'Anglet (Lapurdi).[12]
- 25 de febrer de 2009: Doble atemptat contra una segona residència i en temptativa contra l'Oficina de Turisme de Chiberta d'Anglet.[13]
- 14 de gener de 2009: Col·locació de lloses de ciment a la via de tren de París a Hendaia.[14]
- 25 de desembre de 2008: Atemptat amb bomba contra una agència immobiliària de Guy Hoquet a Anglet i contra la del Centre Europeu de rehabilitació d'esport de Capbreton.[15]
- 28 d'octubre de 2008: Falsa amenaça de bomba contra l'Hotel du Palais de Biàrritz, el VVF d'Anglet, l'alberg Ostape de Bidarrai i la casa de Michèle Alliot-Marie a Ziburu. Trets contra edificis en construcció a Bokale i intent d'atemptat contra la línia de TGV entre Ondon i Bokale.[16]
- 8 d'agost de 2008: Temptativa d'atemptat contra una casa de Pierre et Vacances a Arrangoitze, contra un tram del TGV entre Bokale i Ondres, a més de contra l'oficina de turisme d'Arrangoitze.[17]
- 23 d'abril de 2008: Atemptat contra una oficina de turisme i de l'agència immobiliària Century 21.[18]
- 25 de febrer de 2008: Doble atemptat contra una segona residència a Anglet.[2]
- 14 de febrer de 2008: Col·locació d'una llosa de formigó a la via del TGV a Ondres.[2]
- 26 de desembre de 2007: Atemptat contra la comissaria de policia de Bokale i intent d'atemptat a Bidaxune.[18]
- 15 d'agost de 2007: Intent d'atemptat al camp de golf de Chiberta a Anglet, prop de l'Hotel Argia i de Villa Prinkipo a la mateixa ciutat.[19]
- 8 de juliol de 2007: Instal·lació d'un artefacte explosiu a la línia del TGV a Ondres y contra centro de Pierre et Vacances i l'oficina de turismo d'Arrangoitze (Lapurdi).
- 11 d'abril de 2007: Intent d'atemptat contra la seu del Partit Socialista a Baiona i trets contra una estació de la SNCF a Bokale.[20]
- Agost 2006: Col·locació d'explosius al domicili de Michèle Alliot-Marie.[21]
- Abril de 2006: Intent d'atemptat contra la subprefectura i l'Oficina de Turisme de Baiona i l'aeroport de Biàrritz.[22]